# Muchacha italiana viene a casarse (série télévisée, 2014)
Pour les articles homonymes, voir Muchacha italiana viene a casarse.
Muchacha italiana viene a casarse est une telenovela mexicaine diffusée en 2014-2015 sur Canal de las Estrellas.

## Synopsis
Une jeune femme belle et souriante (Livia brito)italienne avait une sœur et un père malade. Sa tante ayant un restaurant au Mexique lui propose d'y aller et de se marier avec un homme, étant plus vieux qu'elle cet homme lui envoie sa photo de quand il était plus jeune ainsi Livia accepte ce mariage pour aider sa  famille financièrement
Quand elle arrive au Mexique avec sa sœur elle se perd et ne sais plus ou et quoi faire et après un certain bout de temps elle trouve un travail de femme de ménage dans la maison d'un jeune homme (jose ron) et ils tombèrent amoureux l'un de l'autre mais la différence entre eux créera des problèmes ainsi que l'homme que livia était supposée épouser qui la  retrouvera et qui a l'intention de l'obliger à l'épouser

## Distribution
- Livia Brito : Fiorella Bianchi[3]
- José Ron : Pedro Ángeles
- Mike Biaggio : Don Osvaldo Angeles
- Mimi Morales : Sonia Torres
- Nailea Norvind : Federica Ángeles
- Jessica Coch : Tania Casanova
- Fernando Allende : Sergio Ángeles
- Ricardo Blume : Mario Bianchi
- Enrique Rocha : Vittorio Dragone
- César Bono : Reynaldo Segura
- Eleazar Gómez : Benito Segura
- Ela Velden : Giana Bianchi
- Salvador Pineda : Dante Dávalos
- José Pablo Minor : Gael Ángeles
- Raquel Garza : Adela
- Francisco Gattorno : Don Aníbal Valencia
- Lourdes Munguía : Joaquina
- Isela Vega : Eloísa Ángeles
- Pau Marcellini : Roxana Rivera
- Sol Mendez Roy : Diana Alarcón
- Claudia Acosta : Simona
- Sherlyn
- Maribel Guardia
- Alfredo Gatica
- Tania Lizardo
- Lorena del Castillo

## Diffusion
- Canal de las Estrellas (2014-2015)

## Autres versions
- Muchacha italiana viene a casarse (1969), réalisé par Miguel Larrarte pour Teleteatro, avec Alejandra Da Passano et Rodolfo Ranni.
- Muchacha italiana viene a casarse (1971), réalisé par Alfredo Saldaña et Ernesto Alonso, produit par Ernesto Alonso pour Telesistema Mexicano, avec Angélica María et Ricardo Blume.
- Esa Provinciana (1983), réalisé par Eliseo Nalli pour Teleteatro, avec Camila Perisé et Juan José Camero.
- Victoria (1987), réalisé par Alfredo Gurrola et Ernesto Alonso, produit par Ernesto Alonso pour Televisa, avec Victoria Ruffo et Juan Ferrara.